# All die schönen Pferde (Roman)
All die schönen Pferde ist ein Roman des US-amerikanischen Schriftstellers Cormac McCarthy.
Der Roman ist der erste Band der so genannten Border-Trilogie (Grenzland-Trilogie) mit den beiden folgenden Bänden Grenzgänger (The Crossing) und Land der Freien (Cities of the Plain).
Der Roman wurde in den USA sofort nach Erscheinen ein Bestseller und 1992 mit dem National Book Award ausgezeichnet. Er vereinigt Elemente eines Wildwestromans mit denen einer Romanze und ist gleichzeitig ein typischer Bildungs- und Entwicklungsroman.
Sein Titel leitet sich wahrscheinlich von dem amerikanischen Wiegenlied All the Pretty Horses ab.

## Inhalt
Protagonist der Geschichte ist der sechzehnjährige John Grady Cole, der bei seinem Großvater auf einer Ranch in San Angelo, Texas aufgewachsen ist. Nach dem Tod des Großvaters im Jahre 1949 soll die Ranch verkauft werden, John sieht sich eigentlich dazu gezwungen, in die Stadt zu ziehen. Stattdessen überredet er seinen Freund Lacey Rawlins, mit ihm und den Pferden nach Mexiko zu gehen, um dort Arbeit als Cowboys zu finden. Der 13-jährige Jimmy Blevins schließt sich den beiden an. Er reitet ein Pferd, das ihm wohl nicht gehört, und er trägt eine Waffe bei sich, die ihm während eines Gewitters gestohlen wird.
Schließlich finden sie in der Region von Coahuila Arbeit bei einem reichen Pferdezüchter. Den beiden Jungen gelingt es, innerhalb kurzer Zeit 21 Pferde zu zähmen. Der Patron ist beeindruckt und bietet ihnen eine dauerhafte Anstellung an. Da verliebt sich John Grady in die Tochter Alejandra des Patrons, verführt sie und die beiden erleben eine leidenschaftliche Liebesaffäre, die sie jedoch nur heimlich ausleben können, da eine bürgerliche mexikanische Familie eine Verbindung ihrer Tochter mit einem mittellosen Ausländer, der weder ihrer sozialen Schicht noch ihrer Kultur angehört, nicht dulden würde.
Inzwischen ist Blevins, der einen Mann getötet hat, um seine Pistole wiederzubekommen, verhaftet worden und hat die Namen seiner beiden Begleiter der Polizei verraten. Sie werden auf der Farm von der Polizei verhaftet und sollen an einen anderen Ort ins Gefängnis gebracht werden. Während der Überführung der drei exekutiert die Polizei Blevins in einem Wäldchen, die beiden anderen müssen hilflos zusehen.
Sie verbringen eine Leidenszeit in einem mexikanischen Gefängnis, werden von der Polizei gequält, von den Mitgefangenen zusammengeschlagen, bis sie unversehens, scheinbar ohne rechten Grund, frei gelassen werden. Ihre Freilassung verdanken sie der Intervention von Alejandras Familie. Rawlins kehrt in die USA zurück, während John Grady wieder auf die Farm zurückgeht.

## Ausgaben
- All the Pretty Horses. New York Knopf  1992.

Deutsche Übersetzung:
- All die schönen Pferde. Übers. von Hans Wolf. Reinbek b. Hamburg: Rowohlt 1993. ISBN 978-3-499-22789-9

## Verfilmung
Der Roman wurde 2000 unter dem gleichen Titel All die schönen Pferde von Billy Bob Thornton verfilmt.

## Hörspielfassung
1997 wurde der Roman unter dem gleichen Titel von Walter Adler für den WDR als 3-teiliges Hörspiel inszeniert (Bearbeitung und Regie).